# Shirley Walker
Shirley Walker (Napa, Califórnia, 10 de Abril de 1945 - Reno, Nevada, 30 de Novembro de 2006) foi uma compositora de trilhas sonoras e maestrina em temas para programas de televisão e filmes americanos. Vencedora do prêmio Emmy, era uma das poucas mulheres compositoras trabalhando em Hollywood, e também a primeira a ter créditos exclusivos numa grande produção de acordo com o Los Angeles Times. Ela é lembrada como a pioneira dentre as mulheres compositoras com trabalhos de vulto em filmes americanos.
Shirley Walker faleceu em 29 de novembro de 2006, no Centro Médico de Washoe em Reno (Nevada) devido a complicações de um AVC ocorrido duas semanas antes. Na sua carreira ela ostenta o título da mulher com maior quantidade de composições em trilhas sonoras hollywoodianas dentre as compositoras americanas. Uma homenagem póstuma foi realizada na Warner Bros. Eastwood Scoring Stage, com a fixação de uma placa em sua honra..
Shirley Walker trabalhou com os compositores Brad Fiedel, Danny Elfman, Carter Burwell e Hans Zimmer e trabalhou com a colaboração dos diretores John Carpenter e James Wong.

## Filmografia selecionada
- Black Christmas (2006)
- Final Destination 3 (2006)
- Willard (2003)
- Final Destination 2(br: Premonição 2 — pt: O Último Destino 2) (2003)
- Final Destination(br: Premonição — pt: O Último Destino) (2000)
- Fuga de Los Angeles (1996) (com John Carpenter)
- Batman - A Máscara do Fantasma  (1993)
- Memoirs of an Invisible Man (1992)